# モツ・イチ (ラパ・ヌイ)

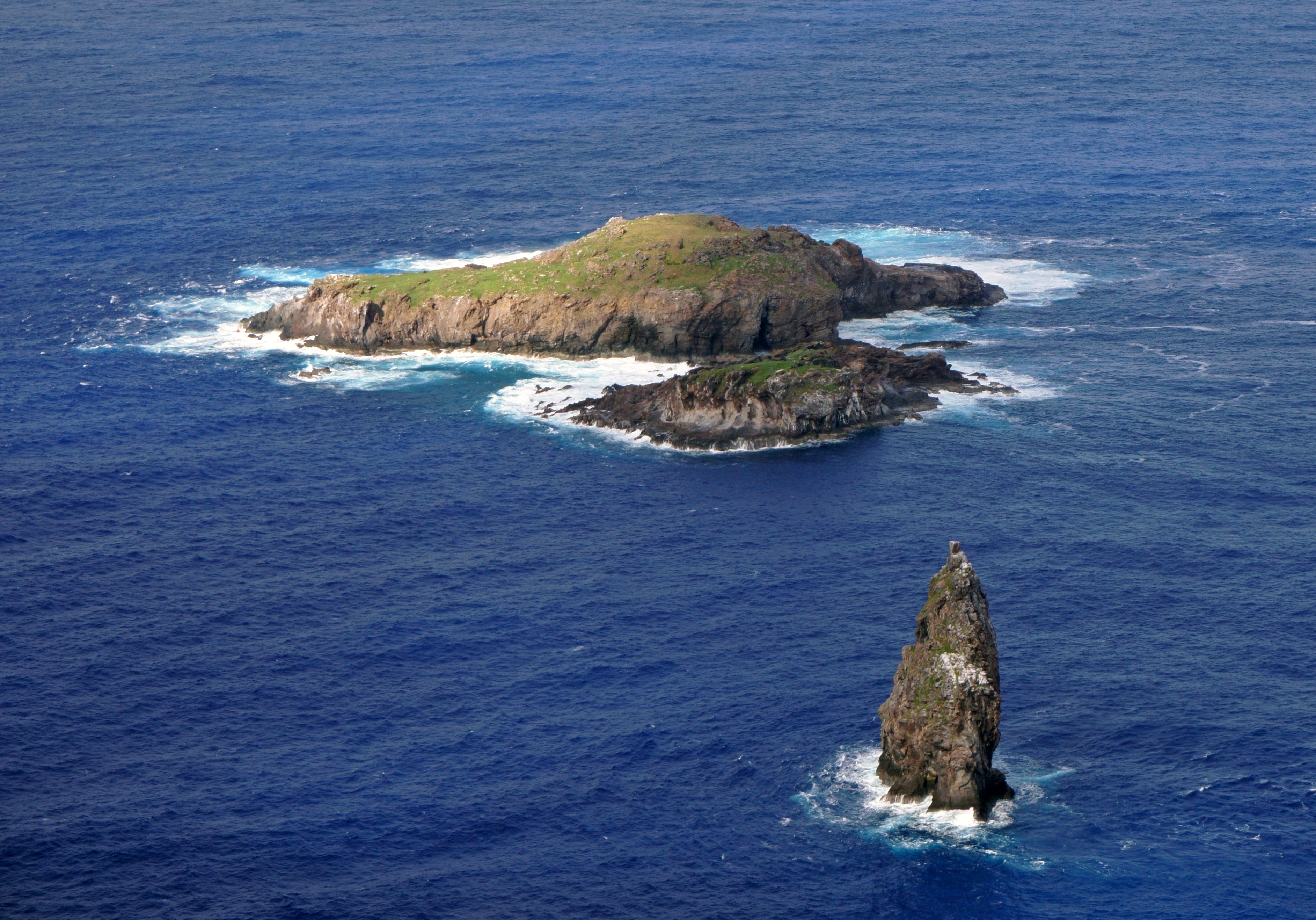
後方の2島の小さな方がモツ・イチ

モツ・イチ（Motu Iti）は、イースター島南西部ラノ・カウから約1マイルの距離、モツ・ヌイに近接して位置する無人の小島。海床から2,000m超の火山の頂点。
セグロアジサシ等の海鳥が生息。
ラパ・ヌイ国立公園に属する。
19世紀終盤まで、ラパヌイ人にとって黒曜石、海鳥の卵、雛鳥の収穫のために重要な役割を果たしてきた。

## 参照
1. ↑   Flenley and Bahn The enigmas of Easter Island 2003 ISBN 0-19280340-9